# Кунашівська сільська рада
Ку́нашівська сільська́ ра́да — адміністративно-територіальна одиниця та орган місцевого самоврядування в Ніжинському районі Чернігівської області. Адміністративний центр — село Кунашівка.

## Загальні відомості
Кунашівська сільська рада утворена у 1919 році.
- Територія ради: 62,533 км²
- Населення ради: 755 осіб (станом на 2001 рік)

## Населені пункти
Сільській раді підпорядковані населені пункти:
- с. Кунашівка
- с. Наумівське
- с. Паливода

## Склад ради
Рада складалася з 12 депутатів та голови.
- Голова ради: Сурмачевський Володимир Іванович
- Секретар ради: Пелехай Любов Миколаївна

### Керівний склад попередніх скликань
| Прізвище, ім'я, по батькові      | Основні відомості                                                               | Дата обрання | Дата звільнення |
| -------------------------------- | ------------------------------------------------------------------------------- | ------------ | --------------- |
| Сурмачевський Володимир Іванович | Сільський голова, 1955 року народження, освіта середня спеціальна, безпартійний | 26.03.2006   | 31.10.2010      |
| Сурмачевський Володимир Іванович | Сільський голова, 1955 року народження, освіта середня спеціальна, безпартійний | 31.10.2010   |                 |

Примітка: таблиця складена за даними сайту Верховної Ради України

### Депутати
За результатами місцевих виборів 2010 року депутатами ради стали:

#### За суб'єктами висування
| Суб'єкт висування | Кількість обраних депутатів | %   |
| ----------------- | --------------------------- | --- |
| Самовисування     | 12                          | 100 |

#### За округами
| № округу | Прізвище, ім'я, по батькові       | Дата визнання обраним | Освіта             | Партійна приналежність                        | Відомості про обраного депутата                                     |
| -------- | --------------------------------- | --------------------- | ------------------ | --------------------------------------------- | ------------------------------------------------------------------- |
| 1        | Бублик Тамара Василівна           | 04.11.2010            | середня спеціальна | позапартійна                                  | Кунашівська сільська рада, головний бухгалтер                       |
| 2        | Павленко Надія Михайлівна         | 04.11.2010            | середня            | член Всеукраїнського об'єднання «Батьківщина» | магазин с. Кунашівка, завідувачка                                   |
| 3        | Федорець Валентина Іванівна       | 04.11.2010            | середня            | позапартійна                                  | фельдшерсько-акушерський пункт с. Кунашівка, молодша медична сестра |
| 4        | Ковтун Ганна Іванівна             | 04.11.2010            | середня            | член Всеукраїнського об'єднання «Батьківщина» | магазин с. Кунашівка, продавець                                     |
| 5        | Ковтун Віра Павлівна              | 04.11.2010            | середня спеціальна | позапартійна                                  | ТОВ «Український Аграрний Союз», обліковець                         |
| 6        | Кохаковська Наталія Олександрівна | 04.11.2010            | середня            | позапартійна                                  | Кунашівська сільська рада, техпрацівник                             |
| 7        | Мохір Любов Костянтинівна         | 04.11.2010            | середня            | член Всеукраїнського об'єднання «Батьківщина» | Кунашівська сільська рада, касир                                    |
| 8        | Пелехай Любов Миколаївна          | 04.11.2010            | середня спеціальна | позапартійна                                  | Кунашівська сільська рада, секретар                                 |
| 9        | Ковтун Ніна Володимирівна         | 04.11.2010            | середня спеціальна | член Партії регіонів                          | пенсіонер                                                           |
| 10       | Ковтун Софія Михайлівна           | 04.11.2010            | середня            | позапартійна                                  | Кунашівский сільський клуб, завідувачка                             |
| 11       | Перевера Наталія Григорівна       | 04.11.2010            | середня            | позапартійна                                  | фельдшерсько-акушерський пункт с. Паливодин, молодша медична сестра |
| 12       | Донченко Тетяна Михайлівна        | 04.11.2010            | середня            | позапартійна                                  | магазин с. Паливодин, завідувачка                                   |